# Grendel Games
Grendel Games is een Nederlandse ontwikkelaar van computerspellen, opgericht in 2005 en gevestigd in Leeuwarden. Grendel Games maakt wetenschappelijk gevalideerde serious games voor onder andere trainingsdoeleinden, bewustwording en gedragsverandering. 

## Computerspellen
Enkele bekende spellen van Grendel Games zijn:

### Underground
In 2014 gingen het UMCG en De Friesland Zorgverzekeraar een samenwerking aan met het bedrijf om Underground te ontwikkelen en toe te passen voor het trainen van chirurgen in hun laparoscopische vaardigheden. Underground kreeg van de nationale en internationale pers veel aandacht vanwege de speciaal ontwikkelde controller. De reguliere Wii-afstandsbedieningen kunnen in een houder geplaatst worden waardoor het spel het gebruik van laparoscopische instrumenten emuleerde, en op die manier de vaardigheden trainde voor laparoscopische chirurgie. Het positieve effect van training met deze opstelling werd gevalideerd door onderzoek.

### Garfield's Count Me In
Garfield's Count Me In is een game dat werd ontwikkeld in samenwerking met Rekengames B.V. voor leerlingen van het (speciaal) basisonderwijs om hun rekenvaardigheden te oefenen. In 2018 won Grendel Games voor Garfield's Count Me In de zilveren International Serious Play Award. 

### Water Battle
Water Battle werd ontwikkeld in samenwerking met waterleidingbedrijf Vitens. Spelers van deze game krijgen inzage in hun energie- en waterconsumptie en hoe hier duurzamer mee om te gaan. In 2015 kreeg Water Battle een speciale vermelding bij de genomineerden voor de Aquatech Innovation Award. Op 27 september 2016 ontving Grendel Games de landelijke prijs voor Beste Serious Game[dode link] voor Water Battle. 

### Gryphon Rider
Gryphon Rider is een serious game waarmee jonge cliënten die revalideren na een Niet Aangeboren Hersenletsel (NAH) evenwichtsoefeningen kunnen doen. Gryphon Rider won de award voor Best Applied Game Design bij de Dutch Game Awards 2015. 

### Distress!
Distress! is ontwikkeld in samenwerking met de University of Baltimore. Het is een verhalende simulatie van een patiënt in ademnood. Het spel traint verpleegkundigen in het herkennen van subtiele tekenen van ademhalingsproblemen en het juist handelen hierop. Het is aan de speler om de juiste beslissingen te nemen in dit scenario, gebaseerd op ware gebeurtenissen. Distress! won een gouden International Serious Play award in 2021.  

## Prijzen
Grendel Games heeft met haar producten nationale en internationale prijzen gewonnen, waaronder:
- 2021 Gold International Serious Play award for Distress!
- 2020 Best Serious Game en Best Co-Creation Award, Game Bakery Awards for Reducept
- 2019 Bronze International Serious Play award for Water Battle
- 2019 Two silver International Serious Play awards for Reducept
- 2018 Silver International Serious Play award for Garfield's Count Me In
- 2017 Bronze International Serious Play award for Garfield vs Hot Dog
- 2016 Best Dutch Serious Game, Dutch Game Awards, for Water Battle
- 2015 Best Applied Game Design, Dutch Game Awards, for Gryphon Rider